# Absolut gehör
Absolut gehör, (på engelska, absolute eller perfect pitch), är ett ovanligt fenomen som innebär förmågan att uppfatta och ange exakta tonhöjder utan en referenston.
De flesta människor har förmågan att uppfatta intervall mellan olika toner, vilket kallas relativt gehör, men kan inte känna igen en viss ton utan att ha något att relatera till. En person med absolut gehör kan däremot direkt identifiera en ton utan en referenston, och ibland även sjunga en viss given ton. Personer med absolut gehör kan också exempelvis identifiera toner från icke-musikaliska ljud, som från en tvättmaskin, en fläkt eller en bil. 
Absolut gehör är ovanligt, men den faktiska förekomsten av absolut gehör är inte känd. Den antagna prevalensen på mindre än 1 av 10 000 personer rapporteras mycket, men stöds inte av evidens. En granskning från 2019 av mer nyliga och internationella studier indikerar en prevalens på minst 4% bland musikstudenter.
Trots många studier finns ingen accepterad förklaring till fenomenet. Man har länge trott att absolut gehör är medfött och att det inte kan tränas upp, men studier har bland annat visat att förekomsten av absolut gehör hos människor som talar tonspråk som modersmål, där personens tonhöjd påverkar meningen, eller som har fått musikträning före sex års ålder, är vanligare än annars. Det finns också studier där vissa av deltagarna, men inte alla, utvecklade absolut gehör efter några veckors träning. Studier har också visat att spädbarn sannolikt har absolut gehör, vilket i så fall skulle innebära att de flesta människor istället tränar upp relativt gehör eftersom det praktiskt fungerar bättre i tillvaron. Man har också lyckats uppvisa absolut gehör hos djur. En del personer med absolut gehör kan ha ett musikaliskt färgseende där vissa toner upplevs som färgintryck (synestesi), men detta förekommer även bland personer med endast relativt gehör.